# Kureankî, Bilohirea
Kureankî (în ucraineană Кур'янки) este localitatea de reședință a comunei Kureankî din raionul Bilohirea, regiunea Hmelnîțkîi, Ucraina.

## Demografie
Componența lingvistică a localității Kureankî
     Ucraineană (99,52%)
     Alte limbi (0,48%)
Conform recensământului din 2001, majoritatea populației localității Kureankî era vorbitoare de ucraineană (99,52%), existând în minoritate și vorbitori de alte limbi.